# Автомеханик
Автомеханик (автослесарь) — рабочий, выполняющий ремонт и техническое обслуживание автомобильного транспорта, а также осуществляющий контроль над техническим состоянием автомобилей с помощью диагностического оборудования и приборов, таких как, например, динамометр, автосканер и т. д. Ранее профессия называлась автослесарь. На крупных автосервисах обязанности автомехаников дифференцированы: например, мотористы, инженеры-механики сосредоточены на двигателях внутреннего сгорания (ДВС) транспорта. 

## Профессиональные функции

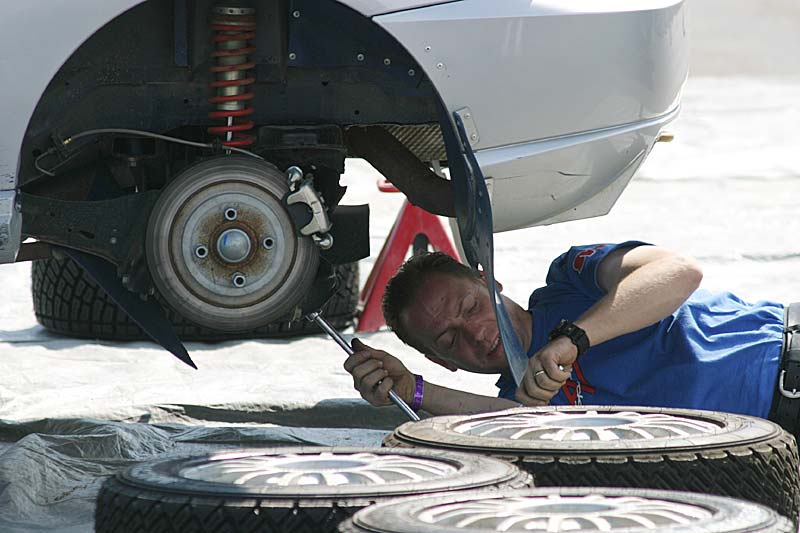

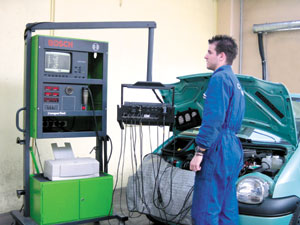

К профессиональным функциям автомеханика относятся:
- разборка и сборка узлов и агрегатов автомобиля
- диагностирование автомобиля и его узлов при помощи диагностического оборудования.
- полное и своевременное техническое обслуживание автомобиля
- ремонт узлов и агрегатов автомобиля
- регулировка механизмов и деталей
- регулировка или замена колёс

## История профессии
По мере развития автомобильного транспорта усиливалась потребность в людях, способных поддерживать автомобили в исправном состоянии. Первые автомеханики появились в XIX веке. 
Резкое увеличение количества автомобилей в 30-е годы XX века, в связи с изобретением конвейера Генри Фордом обусловило спрос на специалистов по их ремонту. В 50-е годы XX века усложнение конструкции автомобиля и появление сложного диагностического оборудования приводит к специализации автослесарей: моторист, автоэлектрик, маляр, вулканизаторщик и т. д.; возникает необходимость в специалистах широкого профиля, способных координировать работу других автомехаников.
В дореволюционной России автослесарей готовили в ремесленно-промышленных училищах и учебно-показательных мастерских, 
в советское время получить профессию автослесаря можно было в ПТУ, а автомеханика — в техникуме. 

## Требования к персоналу

### Требования к образованию
- начальное профессиональное образование с опытом работы на производстве;
- среднее специальное образование;
- высшее образование.

В работе автомеханика требуется знание устройства и принципа работы автомобиля, особенностей оборудования, используемого в работе, свойств обрабатываемых материалов и используемых смазок, также техники безопасности. 
Работодатели предпочитают нанимать будущих сотрудников, имеющих специализированное образование. 
Профессию инженера-автомеханика получают в ВУЗах, например, в МАДИ. 

### Требования к индивидуальным особенностям

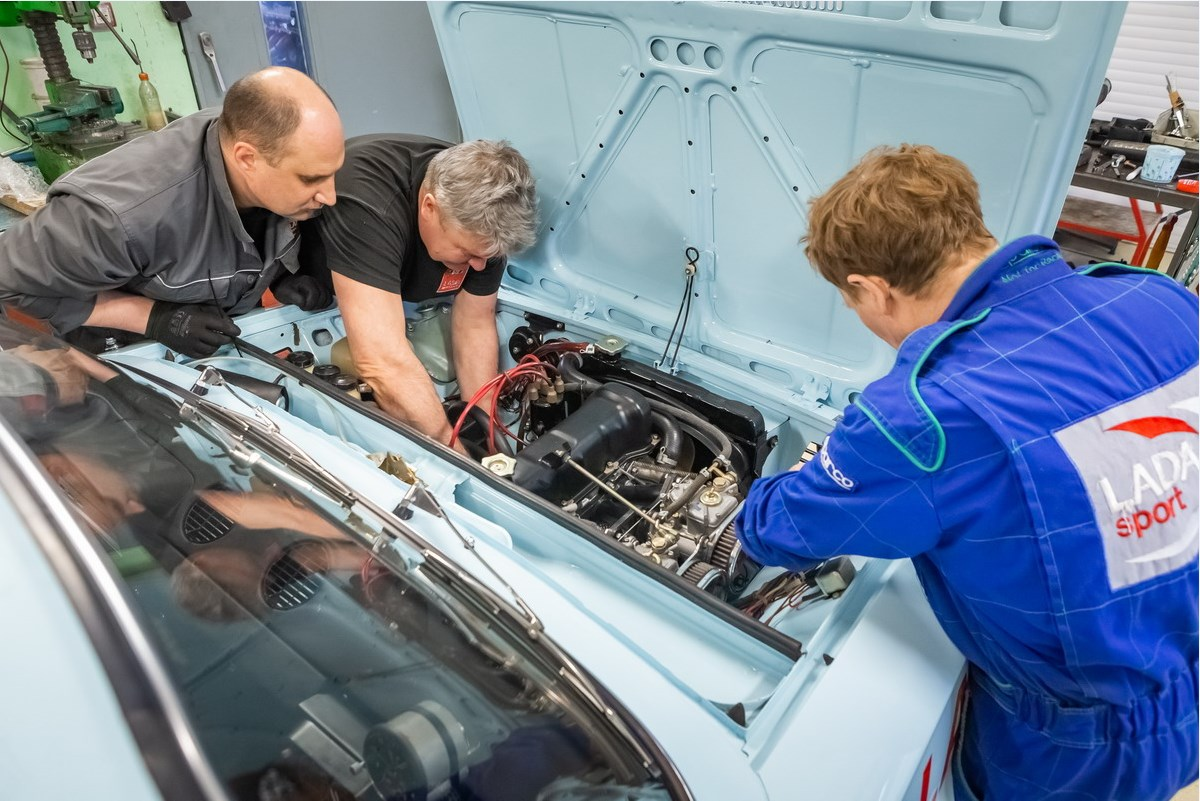

Физические требования: сила и выносливость, хорошее зрение и глазомер (линейный и объемный), развитая крупная и мелкая моторика, мышечная чувствительность.
Некоторые зарубежные источники отмечают главное качество представителя профессии — клиентоориентированность. 
Медицинские противопоказания:
- заболевания органов дыхания,
- заболевания почек и мочевыводящих путей,
- заболевания, затрудняющие движение опорно-двигательного аппарата,
- заболевания нервной системы,
- пониженное зрение и слух,
- аллергия.

## Профессиональные риски
Наибольший риск представляет производственный травматизм: травмы в связи с падением (либо падением тяжелых предметов), травмы глаз, мускульно-скелетные травмы из-за перенапряжения при подъеме тяжелых предметов, порезы, ожоги, электрошок при работе с неисправным оборудованием. Опасность для здоровья представляет также контакт с излишним шумом, химическое воздействие (выхлопные газы, асбест, свинец, клей, растворители и т. п.) и вибрация от инструмента.